# サン・ピエール (マルティニーク)

マルティニークの位置

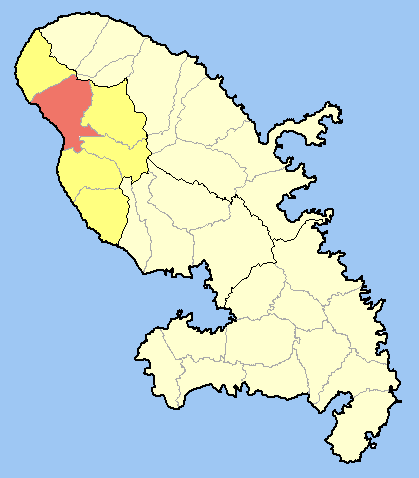
マルティニークにおけるサン・ピエール地区

サン＝ピエール（フランス語: Saint-Pierre; アンティル・クレオール語: Senpiè）は、西インド諸島のフランス領マルティニークにある村である。
2015年1月1日の人口は4177人。
かつてはマルティニークの県庁所在地だったが、1902年プレー山の火山噴火で壊滅的打撃を受けた。

## 概要
1635年にフランス人が定住を開始。ピエール・ブラン・デスナンビュック（Pierre Belain d'Esnambuc）によって設立された。その後1780年のグレートハリケーンでの浸水被害などを経るも20世紀初期にはサン・ピエールは3万人近くの人口を抱え、マルティニーク島の中心地（県庁所在地）で、小さいながらも豊かな町で「カリブの小パリ」とも言われていた。
しかし1902年5月8日、町の付近にある火山プレー山が噴火し、火砕流によりサン・ピエールの町をほぼ崩壊させて死者は約3万人にのぼった（陸上にいた人のうち生存者はわずか3人だけだった）。
噴火後、マルティニークの県庁は当時小さな村でしかなかったフォール＝ド＝フランスに移行された。
プレー山の噴火が一段落した後に復興・再建はされたものの、県庁所在地という政治・経済・文化・交通の中心的地位を失ったこともあり、1902年以前のような繁栄を取り戻すことはできなかった。 
現在のサン・ピエールは豊かで静かな港の村である。噴火当時の壊れた建造物の跡地も幾つか残っており、噴火の恐ろしさや爪跡を後世に伝えている。
- サン・ピエールとプレー山